# Ventilator
Ventilator je električno pogonjen uređaj koji se koristi za zračni protok u svrhu postizanja tjelesne udobnosti (osobito za grijanje), ali i za druge svrhe kao što je ventilacija, ispuh, hlađenje ili bilo kakav transport plinova.
Mehanički gledano, ventilator može biti bilo kakav uređaj koji ima lopaticu ili više njih koje se kružno gibaju i koriste za proizvodnju zračne struje. Ventilatori proizvode zračne protoke visokog volumena i niskog tlaka, u odnosu prema plinskim kompresorima koji proizvode visoke tlakove uz relativno nizak volumen. Lopatica ventilatora često će se rotirati za vrijeme izlaganja strujanja zraka, te uređaji koji to iskorištavaju, kao što su vjetrene turbine često imaju konstrukciju sličnu ventilatoru.
Obično se primjenjuju za klimatsku kontrolu, rashladne sustave, osobnu udobnost (npr. stolni električni ventilator), ventilaciju (npr. ispušni ventilator), vijanje (npr. odvajanje pljeve od zrna žita), uklanjanje prašine (npr. usisavač), sušenje ili osiguravanje zraka za vatru. Uobičajeno je koristiti električne ventilatore kao osvježivače zraka tako da se pričvrsti sloj tkanine koja sadrži omekšivač, na zaštitno kućište. To uzrokuje širenje ugodnog mirisa u okolni zrak.
Uz njihovu utilitarnu funkciju, antikni ventilatori, a osobito električni ventilatori proizvedeni krajem 19. stoljeća, postali su prepoznatljiva kolekcionarska kategorija koja u SAD-u ima svoj aktivni klub kolekcionara, the Antique Fan Collectors Association.

## Vrste ventilatora
Ventilatori se mogu konstruirati na više raznih načina. U kućanstvu se mogu naći ventilatori koji se mogu postaviti na pod ili stol, objesiti o strop, ugraditi u prozor, zid, krov, dimnjak itd. Mogu se pronaći u elektroničkim sustavima kao što su računala gdje hlade sklopove, ili u raznim aparatima kao što su sušilice ili grijalice. Koriste se još za hlađenje u klimatizacijskim uređajima, i u automobilskim motorima gdje su pokretani remenjem ili izravno motorom. Ventilatori stvaraju nalet svježeg zraka, ali ne snizuju temperaturu izravno.
Tri su glavne vrste ventilatora: aksijalni, centrifugalni (radijalni) i poprečno protočni (tangecijalni).

### Aksijalni ventilator
Aksijalno protočni ventilatori imaju lopatice koje tjeraju zrak da se kreće paralelno do vratila, oko kojeg se okreću lopatice. Aksijalni ventilatori tjeraju zrak preko osi ventilatora, linearno, odakle i njihovo ime. Ova vrsta ventilatora ima mnogo primjena, od malih ventilatora za hlađenje elektronike pa sve do velikih ventilatora korištenih u zračnim tunelima.
Primjer aksijalnih ventilatora:
Stolni ventilator – Osnovni elementi običnog stolnog ventilatora uključuju lopatice, postolje, armaturu i olovne žice, motor, zaštitu lopatica, kućište motora, zupčani prijenos oscilatora i vratilo oscilatora. Oscilator je mehanizam koji pokreće ventilator s jedne strane na drugu. Vratilo izlazi s obje strane motora. Jedan kraj vratila je priključen na lopatice, a drugi na zupčani prijenos oscilatora. Kućište motora spaja se sa zupčanim prjenosom i sadržava rotor i stator. Vratilo oscilatora povezuje postolje i zupčani prijenos. Kućište motora pokriva mehanizam oscilatora. Zaštita lopatica je povezana s kućištem motora zbog sigurnosti.
Elektromehanički ventilatori, kod kolekcionara, cijene se prema svojoj veličini, starosti, broju lopatica i očuvanosti. Najčešći ventilatori su oni s 4 lopatice. Ventilatori s 5 ili 6 lopatica su rijetki. Kolekcionari još gledaju i na materijale od kojih su napravljene pojedine komponente ventilatora.
Stropni ventilator – Ventilator obješen o strop se zove stropni ventilator. Većinom nemaju zaštitu za lopatice zato što su na visini koju čovjek ne može dosegnuti. Često su u kombinaciji sa svjetlom. Koriste se za pokretanje strujanja zraka u prostorijama.
U automobilima, ventilator se koristi za hlađenje motora i sprječava pregrijavanje motora tako što puše ili usisava zrak kroz hladnjak napunjen sredstvom za hlađenje. Može biti pogonjen remenjem snagom motora ili električnom energijom akumulatora.
Računalni ventilator - Ventilator koji služi za hlađenje procesora i ostalih komponenata računala.

### Centrifugalni ventilator
Centrifugalni ventilator posjeduje pomičnu komponentu (rotor ili impeler) koja se sastoji od centralnog vratila oko kojeg je smješten komplet lopatica, ili rebara. Centirfugalni ventilatori pušu zrak pod pravim kutom od dovoda zraka i vrte zrak prema odvodu zraka. Rotor se rotira uzrokujući da zrak uđe u ventilator blizu vratila i da se kreće okomito od vratila prema otvoru na kućištu ventilatora. Centrifugalni ventilatori proizvode veći tlak za zadani volumen zraka i koriste se gdje je potreban veći tlak, kao što je na primjer puhalica za lišće, sušilo za kosu, pumpa za zračne madrace i ostalo. Uobičajeno je da su bučniji od aksijalnih ventilatora.

### Poprečno protočni ventilator
Poprečno protočni ventilator je ustvari centrifugalni ventilator u kojem zrak struji kroz ventilator, a ne kroz ulazni otvor. Njegov rotor je pokriven kako bi se stvorio diferencijal tlaka. Kada se koriste u kućanstvu, imaju manji otvor na jednoj strani, a veći na drugoj. Rezultat razlike tlakova omogućava zraku strujanje ravno kroz ventilator, iako se lopatice ventilatora suprotstavljaju toku zraka na jednoj strani rotacije. Poprečno protočni ventilatori daju zračni protok uzduž cijele širine ventilatora. Poprečno protočni ventilatori su bučniji od običnih centrifugalnih ventilatora jer se lopatice ventilatora “bore” s tokom zraka na jednoj strani rotacije. Često se upotrebljavaju u klimatizacijskim uređajima, automobilskom ventilacijskom sustavu, te za hlađenje u srednje velikoj opremi kao što su fotokopirni uređaji.
Postoje primjene poprečno protočnog ventilatora u sustavu pogona zrakoplova, usko povezanog s krilima letjelice. Ta tehnologija je još u razvoju kojeg predvodi tvrtka Fanwing.

## Motor ventilatora
Samostalan ventilator je obično pokretan električnim motorom. Ventilatori su često izravno priključeni na motor, bez potrebe za remenjem ili zupčanicima. Električni motor je ili skriven u središtu ventilatora ili se pruža iza njega. Za velike industrijske ventilatore upotrebljavaju se trofazni asinkroni motori, koji se smještaju blizu ventilatora i pokreću ga remenjem i koloturama. Manji ventilatori se često napajaju nisko-momentnim indukcijskim motorem na izmjeničnu struju, ili motorima s četkicama ili bez njih na istosmjernu struju. Ventilatori pokretani izmjeničnom strujom obično koriste veći napon, dok oni pokretani istosmjernom strujom koriste manji napon, obično 24V, 12V ili 5V. Ventilatori za hlađenje računalne opreme isključivo upotrebljavaju motore na istosmjernu struju bez četkica, koji proizvode mnogo manje elektromagnetske interferencije.
U strojevima koji već imaju motor, ventilator je obično spojen na već postojeći motor. Ovo je čest slučaj u automobilima, čamcima, velikim rashladnim sustavima i strojevima za vijanje žita, gdje je ventilator spojen ili izravno na pogonsko vratilo ili remenjem i koloturama. Još jedan čest slučaj je konfiguracija motora s dvostrukim vratilom, gdje jedan kraj vratila upravlja mehanizmom dok drugi kraj vratila ima montiran ventilator koji hladi motor.

## Vanjske poveznice
Prikaz poprečno protočnog ventilatora
- Ventilator Hrvatska tehnička enciklopedija, portal hrvatske tehničke baštine. LZMK

### Ostali projekti
|  | Zajednički poslužitelj ima još gradiva o temi Ventilatori |
|  | Wječnik ima rječničku natuknicu ventilator                |